# Аннополь-Дужи
Аннополь-Дужи (пол. Annopol Duży) — село в Польщі, у гміні Черневиці Томашовського повіту Лодзинського воєводства.
Населення — 87 осіб (2011).
У 1975-1998 роках село належало до Пйотрковського воєводства.

## Демографія
Демографічна структура станом на 31 березня 2011 року:
|          | Загалом | Допрацездатний вік | Працездатний вік | Постпрацездатний вік |
| -------- | ------- | ------------------ | ---------------- | -------------------- |
| Чоловіки | 48      | 9                  | 34               | 5                    |
| Жінки    | 39      | 8                  | 21               | 10                   |
| Разом    | 87      | 17                 | 55               | 15                   |